# ネメアのライオンと闘うヘラクレス (スルバラン)
『ネメアのライオンと闘うヘラクレス』（ネメアのライオンとたたかうヘラクレス、西: Hércules lucha con el león de Nemea、英: Hercules Fighting the Nemean Lion）は、スペインのバロック絵画の巨匠フランシスコ・デ・スルバランが1634年にキャンバス上に油彩で制作した絵画である。作品はマドリードのプラド美術館に所蔵されている。ブエン・レティーロ宮殿の「諸王国の間」のために画家が描いたギリシア神話の「ヘラクレスの12の功業」を表す10点からなる連作のうちの1点である。スルバランの画業においてこれら神話画連作は、同じく「諸王国の間」のために描かれた歴史画『カディスの防衛』 (プラド美術館) とともに例外的であり、貴重な作例である。また、スルバランの神話画連作は、おそらくスペイン絵画黄金時代の最も重要な男性裸体連作である。

## 作品
ギリシア神話の英雄ヘラクレスは並外れた怪力を誇った半神半人で、数々の難行を果たした後、死によってオリュンポス山に迎え入れられる。ルネサンス期になるとヘラクレスは、「剛力」や「猛々しさ」の象徴として描かれるようになった。もとよりヘラクレスはスペイン王家の神話的な創始者と考えられており、本作を委嘱したスペイン王フェリペ4世の曽祖父・神聖ローマ皇帝カール5世もハプスブルク家の力の象徴として用いた。とりわけ、プロテスタントやヨーロッパ諸国との争いの渦中にあった17世紀には、獣や怪物を打ち倒すヘラクレスの姿が戦争におけるスペイン王国の勝利のイメージと重ねられた。神話の英雄は、悪に打ち勝つ君主の力と美徳の象徴と見なされたのである。
ヘラクレスはヘラの怒りを買い、発狂させられてしまう。そして自分の子を敵と思い、1人残らず殺してしまうが、正気に返った後、自身が犯した罪に愕然とし、どうすれば罪を償えるかアポローンの神託に尋ねた。すると「ティリュンス王エウリュステウスの臣下となり、王の命じる10の難行をやり遂げよ」と命じられた。こうして、ヘラクレスの功業が開始される。その最初の功業が本作に描かれている「ネメアのライオン退治」であった。このライオンはどんな刃物で切りつけても、決して傷を負わない肉体を持っていた。そこで、ヘラクレスは入り口が2つある洞窟にライオンを追い込む。そして、一方の入り口を完全にふさぎ、もう一方の入り口からライオンがいる洞窟に入った。ヘラクレスは素手での格闘の末にライオンを倒し、ライオン自身の爪でその皮を剥ぎとる。これ以降、ヘラクレスはこのライオンの皮を身に纏い、その頭を兜として被るようになった。
画面のヘラクレスとライオンの身体からなるピラミッド型構図において、ライオンの頭部はその頂点をなしている。ヘラクレスに首を絞められているライオンの顔は苦痛にあえいでいる。目は焦点が合っておらず、口は半開きである。場面の劇的性格はヘラクレスの肉体を露わにする夕日によって強調されている。ヘラクレスは鍛え抜かれた逞しい肉体を持った裸体で表されているが、その身体は男性美の最たるものとされ、古代ギリシア彫刻にもよく表現された。そうしたヘラクレスを際立させる光の使用は、「ヘラクレスの功業」の連作すべてで鑑賞者の注意を彼に向けるためにも繰り返されている。連作の他の作品同様、ヘラクレスはハプスブルク家とスペイン王位の継承者としてのフェリペ4世 と同一視された。
なお、スペインの美術批評家のソリア (Soria) は、ヘラクレスの位置を根拠にして、この作品をフランス・フロリスの作品にもとづいてコルネリス・コルトが制作した木版画と比較することを提唱している。岩場としての情景設定は、バルテル・べーハムの木版画『ケンタウロスとの闘い (Fighting versus Centaur)』(1542年) に従っている。